# Nuevos Ministerios

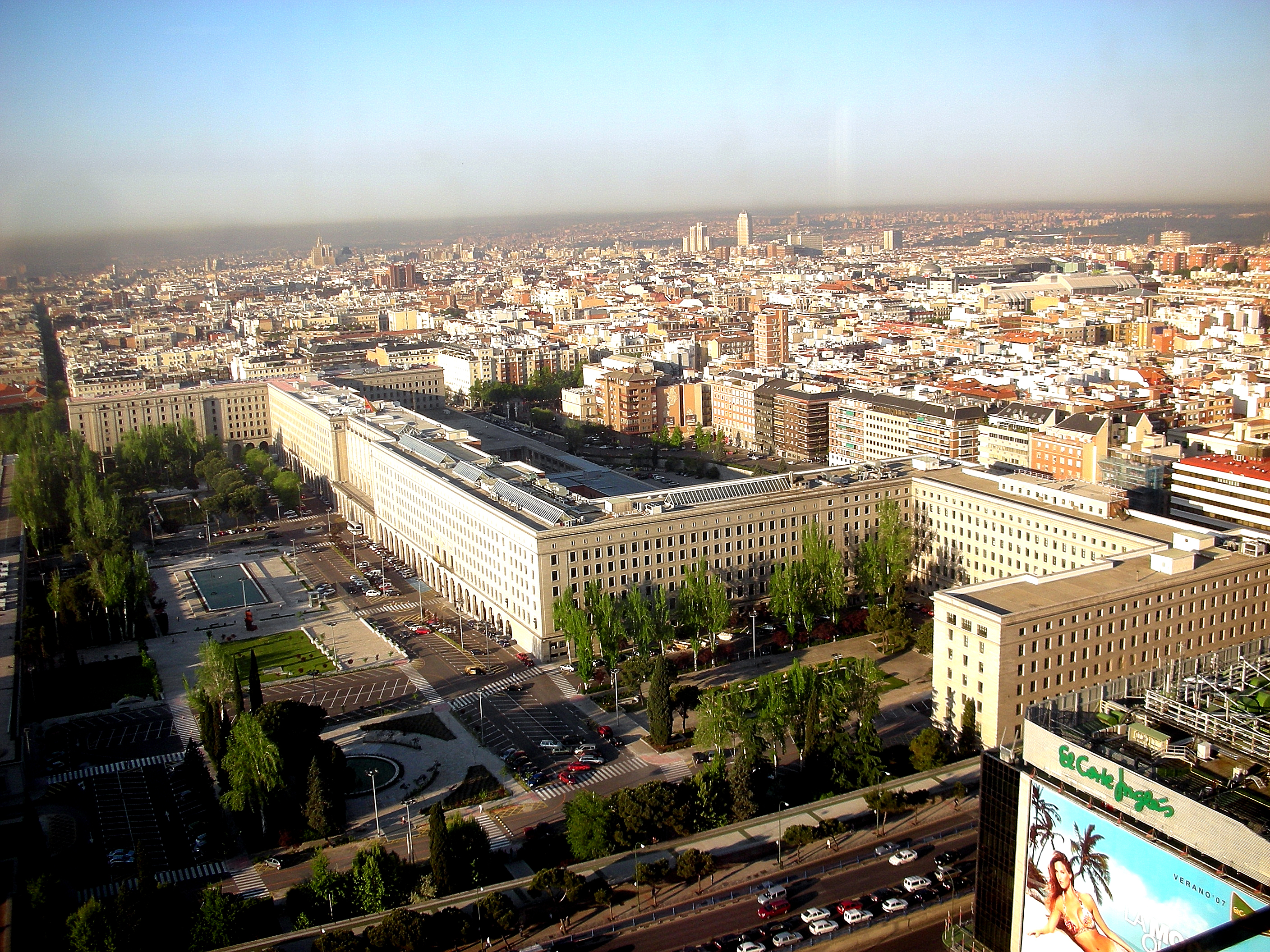
Vy över Nuevos Ministerios sett från Torre BBVA.

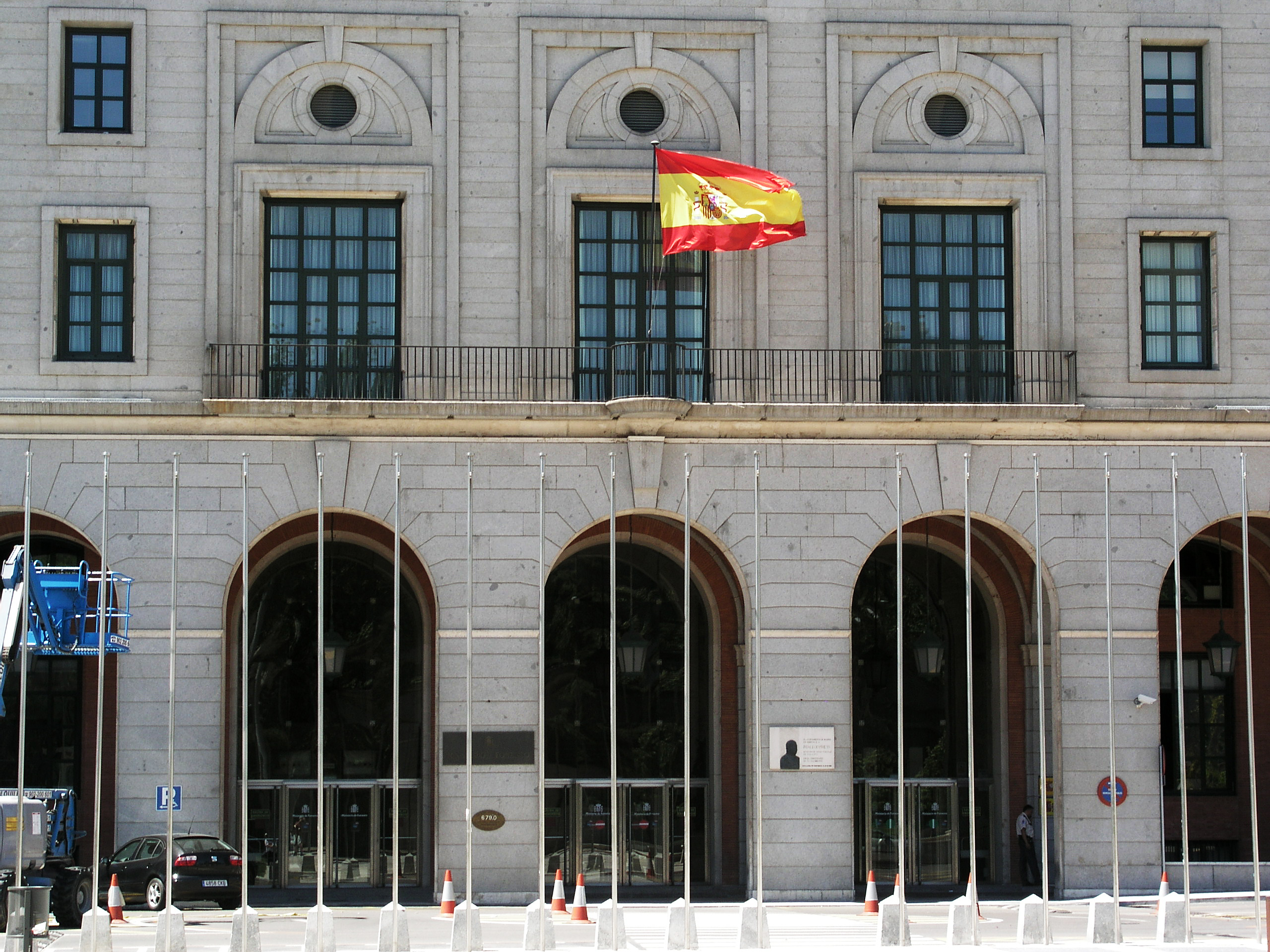
Ingång i huvudbyggnaden till flera av ministerierna

Nuevos Ministerios består av ett komplex av regeringsbyggnader som rymmer flera departement (ministerier) i Madrid (Spanien). Det ligger i kvarteret som begränsas av Paseo de la Castellana, gatorna Raimundo Fernández Villaverde och Agustín de Betancourt och torget San Juan de la Cruz.

## Projektet
Beslutet att bygga Nuevos Ministerios hade tagit av Indalecio Prieto, minister för Obras Públicas (="statliga (kommunala) arbeten"). Inte desto mindre hade en sådan idé redan väckts av arkitekten Secundino Zuazo 1930, i hans projekt för att förlänga la Castellana. Prieto gav honom därför uppdraget att bygga det som skulle komma att bli Nuevos Ministerios, för att härbärgera departementen för statliga byggnadsverk och förvaltning. Efter att ha rivit hippodromen på platsen lades den första stenen den 15 april 1933.
Komplexet består av en stor central öppen plats med torg, fontäner och bassänger, runt vilka de olika departementen är placerade. Längs Paseo de la Castellana ligger en lång arkad. Arkaden är en av de mest karakteristiska delarna i komplexet. En del av arkaden är för närvarande igensatt och utgör nu utställningshall. Under torget grävde man ut det som nu är metro-stationen Cercanías de Nuevos Ministerios.
Byggnadernas ursprungliga utseende har bevarats till stor del, arkitektoniska drag kan spåras från El Escorial (där Zuazo hade arbetat med underhåll) och från Casa de las Flores (ett av Zuazos tidigare arbeten). När Spanska inbördeskriget började var Nuevos Ministerios inte färdigställda, och Zuazo hade vid utrensningar vid krigets slut tvingats söka asyl i Frankrike, vilket hindrade honom från att fortsätta med projektet. Detta avslutades av en grupp arkitekter trogna diktaturen. Dessa tog bort eller modifierade viktiga delar i projektet, såsom de tänkta skyskraporna vid norra sidan. Man ersatte också teglet med granit. Bygget avslutades 1942, men MOPU (Ministerio de Obras Públicas y Urbanismo) flyttade inte in i dit förrän 1958.
|  |  |  |

## Populärkultur
Byggnaden förekommer i TV-serien La casa de papel.